# Krummesse
Krummesse ist ein Ort südwestlich von Lübeck, im südöstlichen Schleswig-Holstein am Elbe-Lübeck-Kanal.
Etwa 7,2 km² der Fläche gehören als Ortsteil Krummesse zum Stadtteil St. Jürgen der Hansestadt Lübeck, in dem gut 1000 Einwohner leben. Der Rest der 10,62 km² großen Fläche ist eine der elf Gemeinden des Amtes Berkenthin im Norden des Kreises Herzogtum Lauenburg. Diese Flächen liegen jedoch nicht voneinander getrennt, sondern sind vielfach ineinander verzahnt. Die Gemeindegrenzen gehen im Extremfall quer durchs Haus. Krummesse gilt daher auch als Gemeinde mit der längsten Grenze Deutschlands, wenn man sie auf die Gesamtfläche bezieht.
In der Gemeinde Krummesse wohnen etwa 1700 Einwohner, so dass die Kleinstadt insgesamt rund 2700 Einwohner hat. Das Dorfbild hat sich in den vergangenen Jahrzehnten ausgehend von einem eher landwirtschaftlich geprägten, langgezogenen Straßendorf durch Erschließung zahlreicher Neubaugebiete immer mehr verbreitert. Krummesse verfügt dabei über einen Kindergarten, eine eigene Grund- und Gemeinschaftsschule, Einkaufsmöglichkeiten, mehrere Ärzte, Freiwillige Feuerwehr sowie eine direkte Anbindung an den Busverkehr der Stadt Lübeck. Das Zentrum Krummesses bildet die Kreuzung der Hauptstraße mit dem Beidendorfer Weg und der Raiffeisenstraße, um diese Kreuzung gruppieren sich im Wesentlichen die oben genannten Einrichtungen.
Es werden Partnerschaften zu den Orten Bonningues-lès-Calais und Carlow (Mecklenburg) gepflegt.

## Geschichte

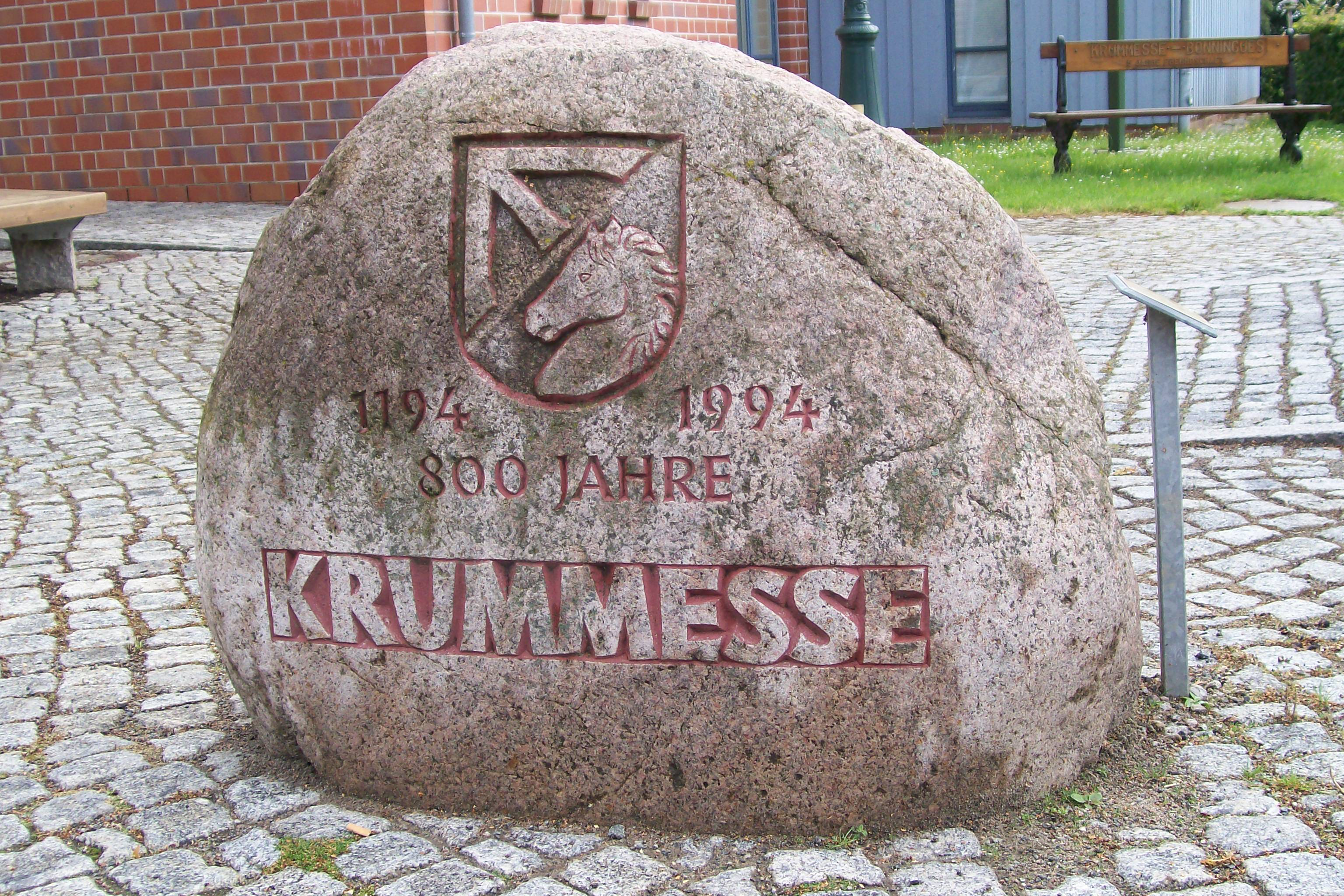
Gedenkstein zur Erinnerung an das 800-jährige Bestehen Krummesses 1994

Das Dorf wurde zum ersten Mal in einer Urkunde des Bischofs von Ratzeburg vom 3. April 1194 erwähnt. Es war mit der Burg Krummesse Sitz der um 1200 nach Nordelbien eingewanderten Ritter von Crummesse.
Einige Familienmitglieder der Ritter von Crummesse begannen Mitte des 14. Jahrhunderts, Teile ihrer Besitzungen an den Rat der Hansestadt Lübeck zu verkaufen.
Bis heute ist der Verkauf des halben Dorfes durch Marquard von Crummesse an den Lübecker Kaufmann und Ratsherrn Segebodo (III.) Crispin 1379/80 der Grund für die Trennung des Dorfes in einen Lübecker und einen Lauenburger Teil mit der komplizierten Grenzziehung.
Das Gut Krummesse, dessen Hofgebäude etwas abseits vom Dorf auf dem linken Ufer der Stecknitz lagen, besaßen zusammen mit Kronsforde und Niemark von 1618 bis 1759 Angehörige der Familie von Brömbsen, zuletzt der Lübecker Bürgermeister Andreas Albrecht von Brömbsen. Seine Erben verkauften es an die Hansestadt Lübeck.

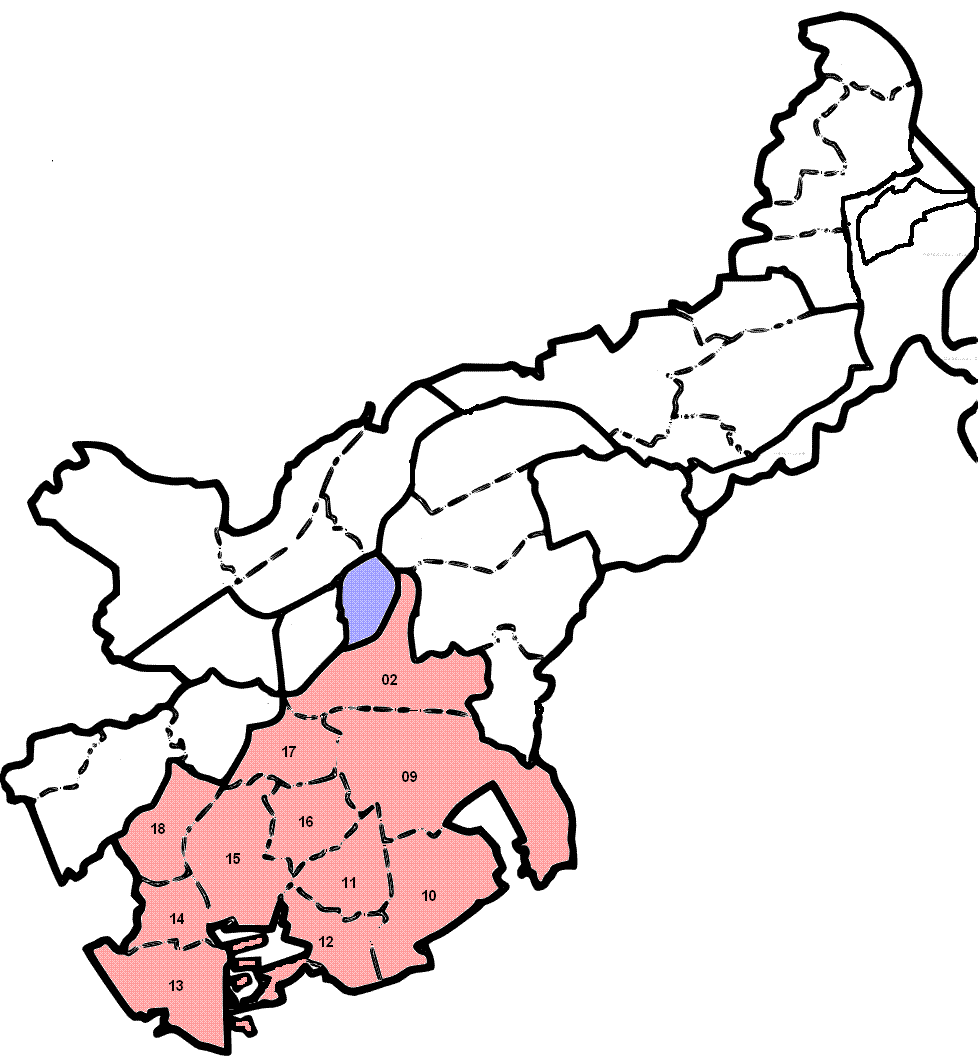
Lage des Stadtbezirks Krummesse (13) im Stadtteil St. Jürgen

Durch einen im Dezember 2005 bekanntgegebenen Gebietstausch zwischen der Hansestadt Lübeck und der Gemeinde Krummesse, dem ersten seit 1937, wurde die komplizierte Grenzziehung zwar nicht beseitigt, aber es waren zumindest Ansätze einer Verständigung erkennbar. Durch den Gebietstausch gewann Lübeck in der Differenz eine Fläche von 6,131 ha Ackerland zum Stadtgebiet hinzu, die lauenburgische Gemeinde erhielt benötigte Planungsflächen im Ortskern.

## Politik

### Gemeindevertretung
Bei der Kommunalwahl am 14. Mai 2023 wurden insgesamt 13 Sitze vergeben. Von diesen erhielten die Freie Wählergemeinschaft Krummesse und die CDU jeweils fünf Sitze und die SPD erhielt drei Sitze.

### Wappen
Blasonierung: „Von Silber und Rot schräglinks geteilt. Oben ein mit der Spitze zum rechten Obereck weisendes blaues Pfeileisen (Strahl), unten ein silberner Pferdekopf.“
Das Pfeileisen stammt aus dem Familienwappen des örtlichen Adelsgeschlechts der Krummesse und der Pferdekopf aus dem Wappen des Kreises Herzogtum Lauenburg. Die Farben Blau, Silber und Rot weisen auf die Zugehörigkeit zum Land Schleswig-Holstein hin.

## Bauwerke und Sehenswürdigkeiten

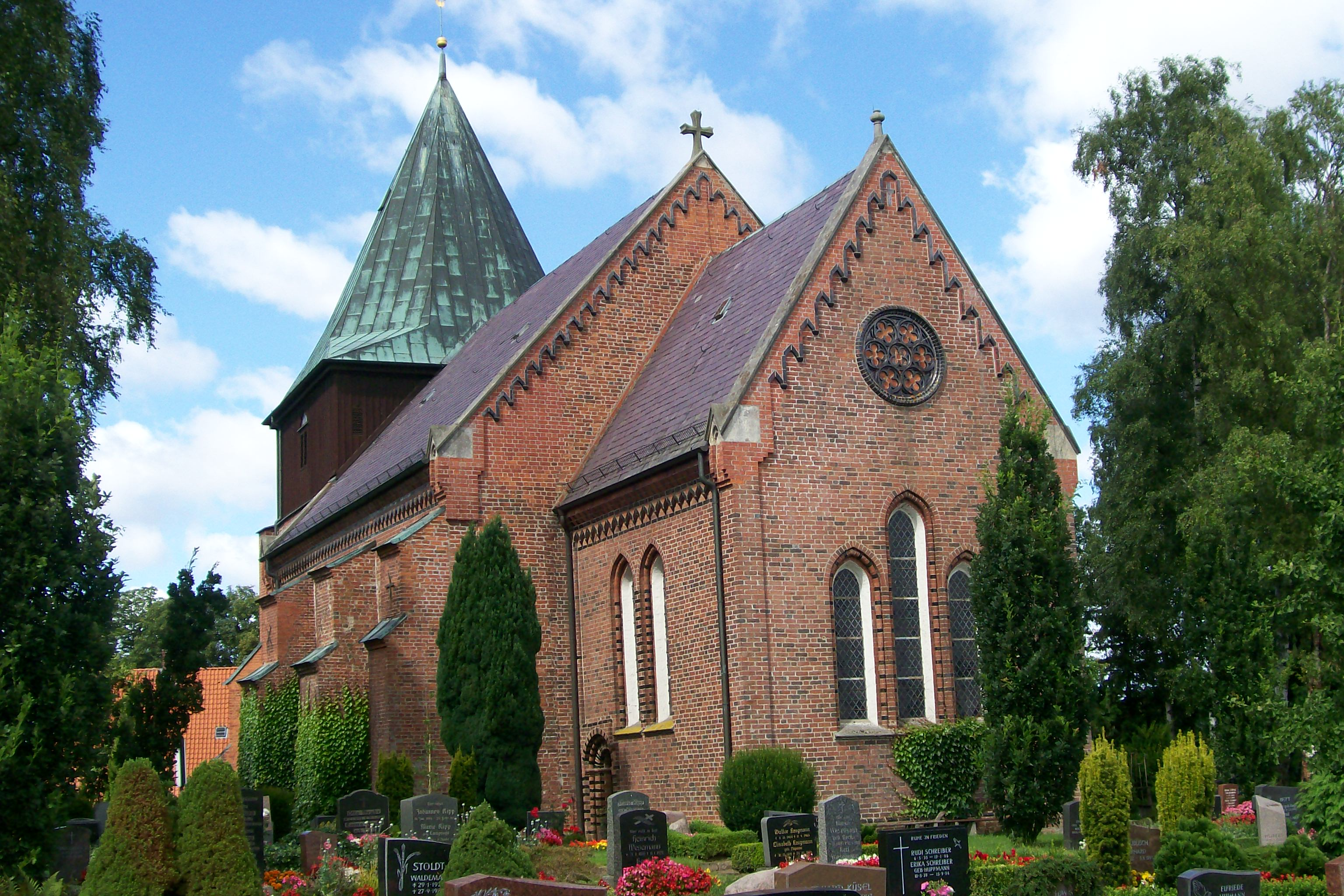
Johanniskirche

In der Liste der Kulturdenkmale in Krummesse stehen die in der Denkmalliste des Landes Schleswig-Holstein eingetragenen Kulturdenkmale.
Die Krummesser Johanniskirche wurde 1230 erbaut, sie ist eine der wenigen zweischiffigen Kirchen in Schleswig-Holstein. Wenn ein Paar dort heiratet, müssen sich die Brautleute wegen der Pfeiler beim Gang zum Altar trennen.
Die Krummesser Kanalbrücke wurde 1900 erbaut und im Sommer 2006 abgerissen, um eine neue, höhere Brücke zu bauen, die einen besseren Schiffsverkehr auf dem Elbe-Lübeck-Kanal ermöglicht. Die 2008 fertiggestellte neue Brücke ist zweispurig und war in ihren Ausmaßen anfangs umstritten.
Die Schleuse am Elbe-Lübeck-Kanal von 1900 wird nach dem Hotoppschen Prinzip nur mit Wasserkraft betrieben.
Die Brömbsenmühle ist eine historische Wassermühle.